# (153) Hilda
Hilda és l'asteroide núm. 153 de la sèrie. Fou descobert el 2 de novembre del 1875 des de l'Observatori de Pula per Johann Palisa. Se n'observà una ocultació estel·lar el 31 de desembre del 2002 des del Japó.
És un asteroide molt gran de l'exterior del cinturó principal. La seva superfície és molt fosca perquè la seva composició és de carboni primitiu. Atès que té una baixa amplitud de corba lluminosa molt gran ens indica que és un cos esfèric. És un asteroide de tipus P amb un diàmetre d'uns 220 km.
El seu nom es deu en honor de la filla gran de Theodor von Oppolzer (1841-1886) que va morir poc abans. Hilda dona nom a un grup d'asteroides anomenat grup d'Hilda, també conegut com a «Hildes». Aquest grup d'asteroides no és una família d'asteroides. Aquest grup d'asteroides, (3,7< a< 4,2; e< 0,03; i< 20), són cossos en ressonància 3:2 amb Júpiter i marquen la frontera exterior del cinturó principal amb una distància mitjana de 4 ua del Sol. Els «Hildes» s'assemblen als asteroides troians i a més poden tenir formes més allargassades que la resta d'asteroides del cinturó principal.